# Claremonti sorozatgyilkosság
A claremonti sorozatgyilkosság két fiatal ausztrál nő meggyilkolásának (23 és 27 évesek) és egy 18 éves lány eltűnésének a média által kitalált megnevezése. A két gyilkosság és a harmadik személy eltűnése 1996 és 1997 során történt Nyugat-Ausztráliában, Perth módos nyugati külvárosában, Claremontban. Mindhárom személy hasonló körülmények között tűnt el éjszakai szórakozóhelyek felkeresését követően. Az esetek a rendőrséget arra a nyomra vezették, hogy egy ismeretlen sorozatgyilkossal van dolguk. 2008-ban a gyilkosságok elkövetésével meggyanúsították a brit Mark Dixie-t, akit gyilkosságért már elítéltek hazájában. Murray Lampard a nyugat-ausztráliai rendőrség parancsnok-helyettesének a Sydney Morning Herald újság 2008. február 24-i megszólalását idézve: "Dixie-t alapos vizsgálatoknak vetettük alá abban az időben, ám kikerült a gyanúsítottak köréből".

## Az ügy háttere

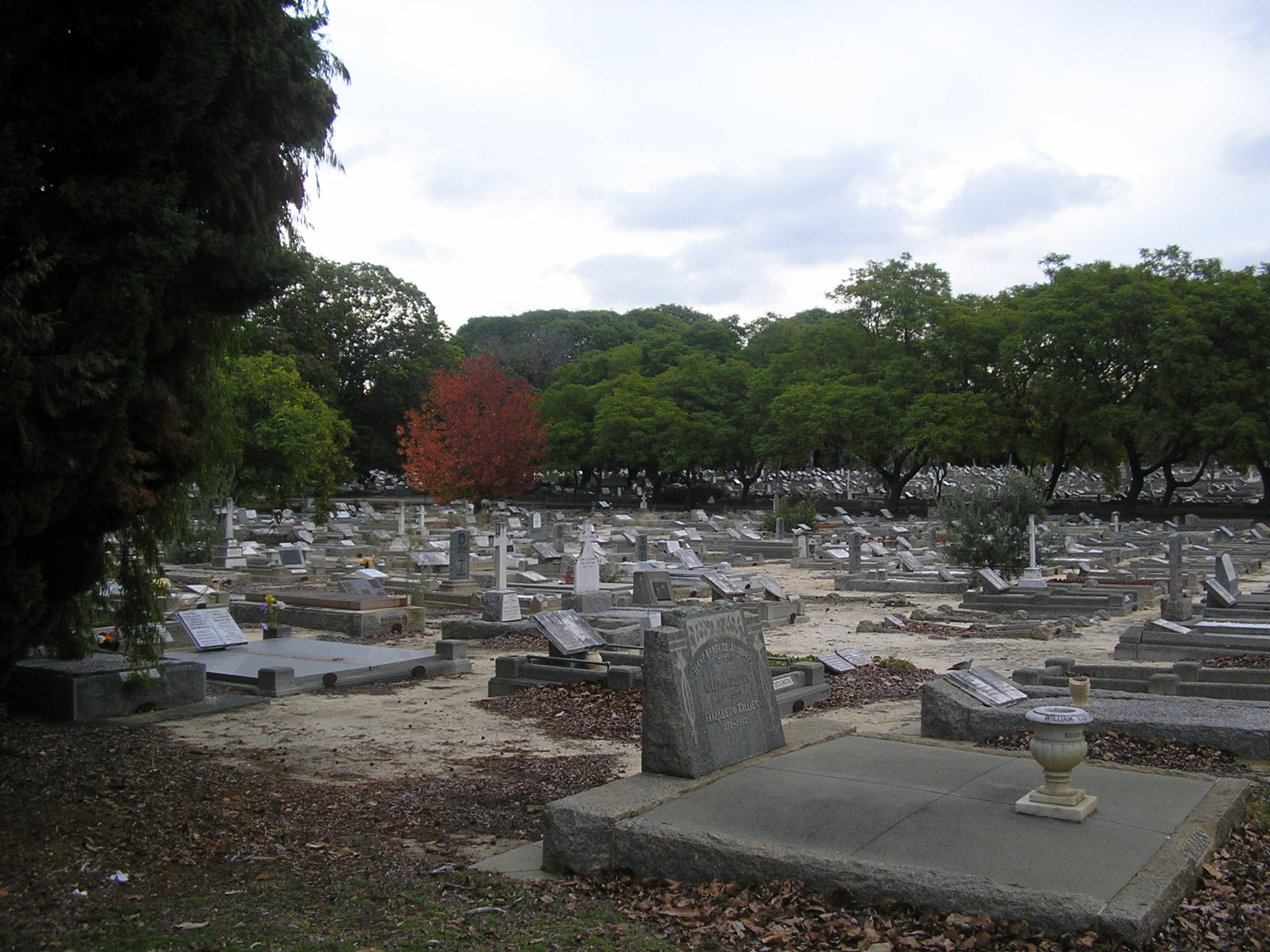
A Karrakatta temető

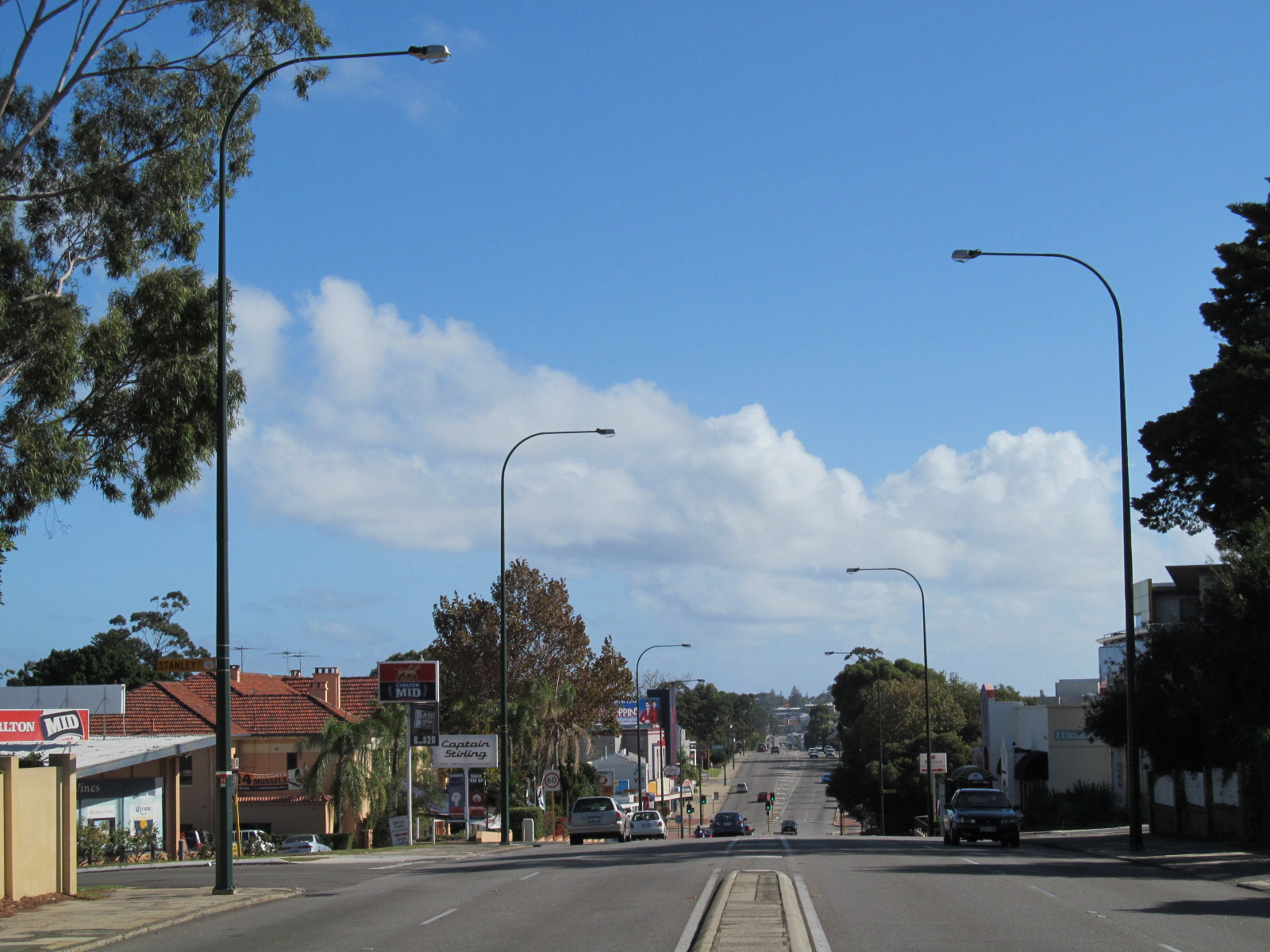
A Stirling Highway, Ciara Glennon utolsó ismert tartózkodási helye

1995. február 12-én egy 17 éves lányt elraboltak, majd megerőszakolták, miután a claremonti Club Bayview szórakozóhelyről eljött. Hazafelé valaki elkapta, majd a kocsijába tuszkolta és a Karrakatta temetőbe hajtott vele. A temetőben megkötözte és megerőszakolta. A lány nem halt bele a támadásba, ám az erőszaktevőt nem sikerült kézre keríteni.
Az ügy a titkárnőként dolgozó 18 éves Sarah Spiers eltűnésével folytatódott 1996. január 27-én, miután a lány elhagyta a Club Bayview nevű éjszakai szórakozóhelyet Claremont belvárosában. Eltűnésének körülményeit barátainak elmondása alapján ismerjük és családtagjai szerint ez nem volt jellemző a lányra. Az eset nagy nyilvánosságot kapott. Spiers egy taxit hívott a helyszínre egy telefonfülkéből hajnali két órakor, de már nem volt a helyszínen, amikor a kirendelt taxi megérkezett. Sarah Spiers sorsa a mai napig ismeretlen.
Néhány hónappal később, 1996. június 9-én a 23 éves Jane Rimmernek is nyoma veszett Claremontnak ugyanazon részén. Jane-t utoljára a Continental Hotelen kívül látták, miután a hotelben italozott. Holttestét egy bozótosban találták meg a Woolcoot út mellett, Wellard közelében fekvő lovasiskola mellett, 1996. augusztus 3-án. Holttestére egy édesanya és két gyermeke akadt rá, virágszedés közben.
1997. március 15-én a 27 éves ügyvédnő, Ciara Glennon tűnt el a claremonti területről. Ciarát többek között a Continental Hotelben látták utoljára, röviddel éjfél előtt, amikor hazaindult, valamint még egy személy látta őt a Stirling highway mellett. Holttestét április harmadikán találták meg a Pipidinny út menti bozótban futó egyik ösvény mellett, Perth északi külvárosa, Eglinton közelében.
Ezen gyilkossági eset után jelentette be a rendőrség, hogy egy sorozatgyilkos után nyomoznak. A rendőrség 250 000 ausztrál dollár összegű nyomravezetői díjat tűzött ki.
Mindegyik nő felkereste a The Continental nevű pubot (melyet később átneveztek a The Red Rock névre, manapság viszont a The Claremont Hotel működik itt), valamint a Club Bayview-t.

### Lehetséges további kapcsolódó bűnesetek
Liam Bartlett újságíró szerint Sarah Spiers nem az első áldozata volt a claremonti sorozatgyilkosnak. Bartlett megírta, hogy a rendőrök elmondták egy negyedik eltűnt nő apjának, hogy a 22 éves Julie Cutler feltehetően a claremonti sorozatgyilkos áldozata lett.
Cutler Framantleből származó egyetemista volt, aki 1988 egyik estéjén tűnt el este 9 óra után, mikor is befejezte személyzeti munkáját a Parmelia Hilton Hotelben. Kocsiját két nappal később találták meg a Cottesloe Beach területén lévő hullámtörőjénél. Sorsa mindmáig ismeretlen.

## Nyomozás és a lehetséges elkövetők

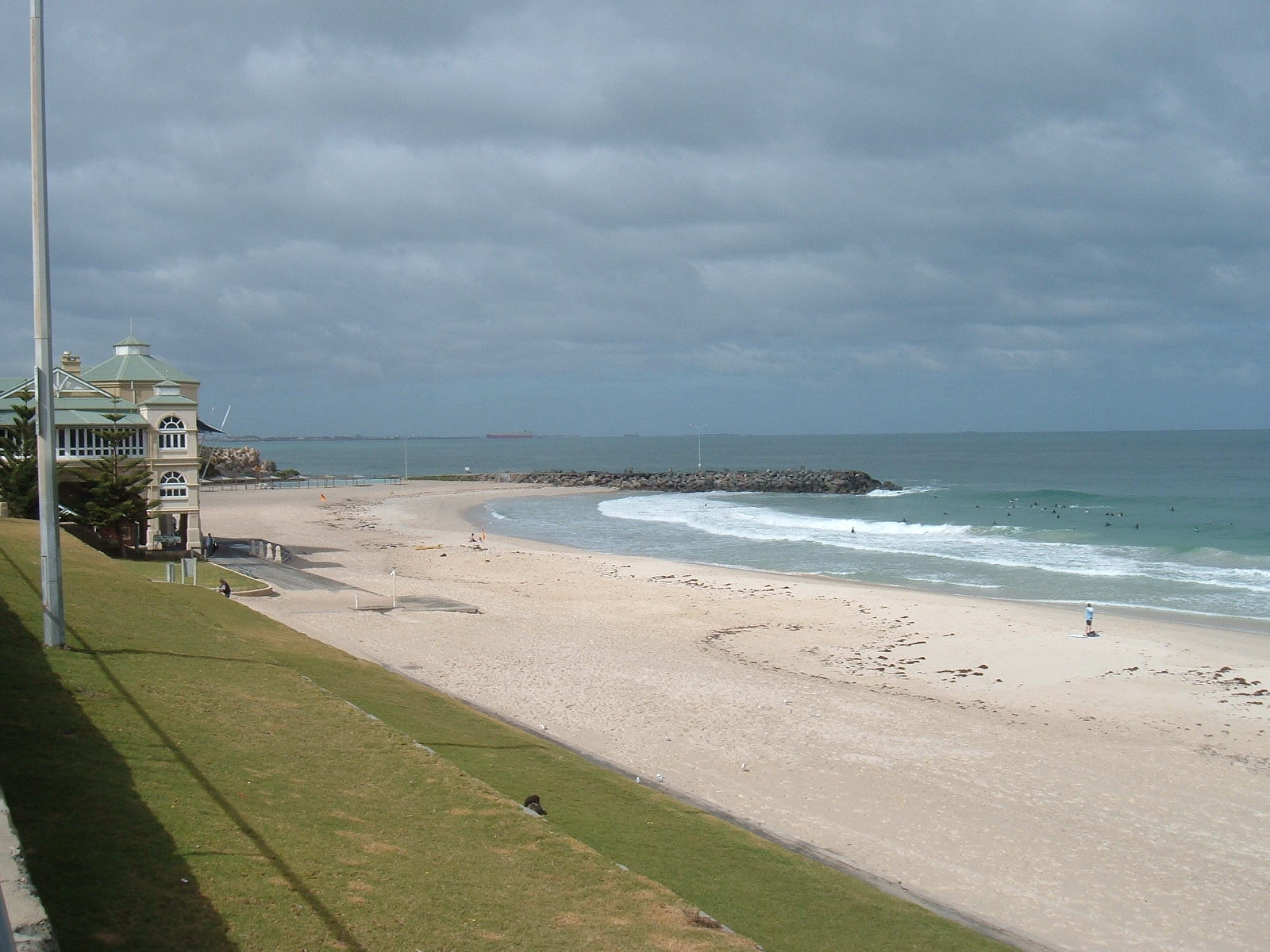
A Cottesloe Beach hullámtörője

A nyugat-ausztrál rendőrség egy speciális csoportot hozott létre az esetek felderítése érdekében. A csoport elnevezése "Macro" volt, melyet Jane Rimmer eltűnésének másnapján hozott létre a nyugat-ausztrál rendőrség. A csoport összesen több, mint 3 000 személy lehetséges érintettségét vizsgálta meg ezen gyilkossági ügyekkel kapcsolatban.
Az elsődleges gyanúsítottak köre a perthi taxisofőrök közül került ki, mivel a nők olyan helyzetben tűntek el, amikor is feltehetően taxira volt szükségük. A nyugat-ausztrál taxisofőröktől összesen 2000 DNS-mintát vettek, melyek mindegyikét összevetették a gyilkosságok helyszínein talált DNS-mintákkal, ám ezen erőfeszítés végül nem vezetett nyomra. A rengeteg DNS-vizsgálat, illetve az elhúzódó, kiterjedt nyomozás miatt ez a nyomozati eljárás lett Ausztrália történetének legdrágább nyomozása.
Az ügy hatására megszigorították a taxisofőrök számára a felvételi követelményeket és betiltották azt, hogy a taxikéhoz hasonló jelzéseket tüntethessenek fel cégek, vagy magánszemélyek járműveiken. Ez az intézkedés a közvélemény megnyugtatását és bizalmának visszaszerzését szolgálta, ám a nyomozati eljárás megakadni látszott.
A rendőrség 2004 októberében már azt fontolgatta, hogy feloszlatják a Macro csoportot. Néhány hónapon belül több nagy szabású razziát is tartottak az üggyel kapcsolatban, amelyet követően lekerült a napirendről a nyomozócsoport feloszlatása.
A gyanúsítottak listájára 2004-ben felkerült Claremont korábbi polgármestere, Peter Weygers is. Lakását luminol nevű anyaggal szórták tele, majd DNS-tesztet csináltak, amely végül tisztázta. Weygers elmondása szerint az, hogy gyanúba keverték, teljesen tönkretette életét.
Bejelentették, hogy Bradley John Murdoch, akit elítéltek a brit turista, Peter Falconio meggyilkolásáért is érintett lehet az ügyben, habár Murdoch 1995 novembere és 1997 februárja között letöltendő szabadságvesztésre volt ítélve.
Egy Lance Williams nevű közszolgát több éven keresztül megfigyeltek a nyomozás során, ám végül nem sikerült a gyilkosságokkal összefüggésbe hozni, ezért lekerült a lehetséges elkövetők listájáról.".
2006 októberében a rendőrség bejelentette, hogy Mark Dixie, akit az Egyesült Királyságban elítéltek a 18 éves modell, Sally Anne Bowman 2005-ös meggyilkolásáért, a gyilkosságok elsőszámú gyanúsítottja, ezért a nyugat-ausztráliai rendőrség Macro nyomozócsoportja DNS mintákat vett Dixietől, hogy azokat összevessék a bűncselekmények helyszínén talált mintákkal. Ugyanakkor Murray Lampard, a nyugat-ausztráliai rendőrség parancsnok-helyettesének későbbi nyilatkozatát idézve: "Dixie-t alapos vizsgálatoknak vetettük alá abban az időben, ám kikerült a gyanúsítottak köréből".
2008. augusztus 28-án a rendőrség közzétett egy korábban soha be nem mutatott felvételt, melyen Jane Rimmer látható egy ismeretlen férfi társaságában nem sokkal eltűnése előtt. A rendőrség a férfivel kapcsolatban annyit közölt, hogy a képen látható személy nem a bűncselekmény gyanúsítottja, csupán az egyik tanú lehet. Bár a felvétel meglehetősen elmosódott és szemcsés, azért a rendőrök elküldték a NASA szakembereinek, hogy tanulmányozzák, vagy próbálják meg élesebbé tenni a felvételt. A kép rossz minősége azonban ez utóbbit nem tette lehetővé.
2015. október 16-án a rendőrség bejelentette, hogy Ciara Glennon gyilkosát összefüggésbe hozták a Karrakatta temetőben erőszakoskodó bűnelkövetővel. A rendőrség a nyomozás érdekeire hivatkozva elzárkózott a további nyilatkozatoktól.
2016. december 22-én a rendőrség letartóztatott egy férfit a claremonti gyilkosságokkal kapcsolatban. A férfit a Perth keleti részén fekvő egyik belső külvárosban, a belmonti önkormányzathoz tartozó kewdale-ben lévő otthonában fogták el. A szomszédok elmondása alapján egy 50 év körüli férfiról van szó, akit a rendőrök reggel 7:00 körül kaptak el. A rendőrségi szóvivő szerint a nyomozással kapcsolatban fogták el a férfit, ám a nyomozás érdekeire hivatkozva nem árult el bővebb információt az ügy részleteiről. Bradley Robert Edwards neve korábban nem merült fel a nyomozás során. Az ellene felhozott vádak alapján Jane Rimmer és Ciara Glenn meggyilkolása miatt került előzetes letartóztatásba, valamint Julie Cutler 1988-as meggyilkolását és az 1995-ös karrakattai temetőben történt nemi erőszak elkövetését is Edwardsnak tulajdonítja a rendőrség.
A nyugat-ausztrál újságírónő és írónő, Estelle Blackburn 2007-ben megjelent The End of Innocence című művében azt firtatja, hogy korábbi partnere lehet az elkövető, aki őt korábban többször megtámadta és megfenyegette azzal, hogy megöli. A szerző állítsa szerint párjának volt engedélye arra, hogy taxizhasson. Ezt a lehetőséget részletesebben is boncolgatták egy két részes ABC tévéműsorban, az Australian Storyban, 2007 novemberében.

## Fordítás
Ez a szócikk részben vagy egészben  a   Claremont serial murders című angol Wikipédia-szócikk ezen változatának fordításán alapul.  Az eredeti cikk szerkesztőit annak laptörténete sorolja fel. Ez a jelzés csupán a megfogalmazás eredetét és a szerzői jogokat jelzi, nem szolgál a cikkben szereplő információk forrásmegjelöléseként.